# Secretaría de Estado de la Seguridad Social
La Secretaría de Estado de la Seguridad Social y Pensiones (SESSP) de España es el órgano superior del Ministerio de Inclusión, Seguridad Social y Migraciones a la que le corresponde la dirección y tutela de las entidades gestoras y servicios comunes de la Administración de la Seguridad Social; el impulso, ordenación, planificación y el análisis económico y financiero del Sistema de la Seguridad Social y de las pensiones, así como la dirección y planificación de sus recursos y gastos; y la planificación y tutela de la gestión de las entidades colaboradoras de la Seguridad Social (mutuas de accidentes de trabajo, empresas colaboradoras y fundaciones laborales) complementarias de la acción de la Seguridad Social.
Asimismo, también se encarga de tutelar, ejercer la superior dirección y coordinar la asistencia jurídica de las entidades gestoras y servicios comunes de la Seguridad Social, además de asistir, en el desempeño de sus funciones, al Delegado de Protección de Datos de la Secretaría de Estado.

## Historia
La Secretaría de Estado de la Seguridad Social fue creada en octubre de 1978 pocos meses antes de la aprobación de la propia Constitución. Hasta ese entonces, existían órganos de rango inferior como eran la Subsecretaría para la Seguridad Social, y se quiso dar mayor importancia a este sistema.
A este órgano superior se adscribían las principales entidades gestoras de la Seguridad Social y se estructuraba a través de tres órganos directivos: la Dirección General de Régimen Jurídico de la Seguridad Social, la Dirección General de Régimen Económico de la Seguridad Social y la Subdirección General de Coordinación de la Secretaría de Estado para la Seguridad Social. Brevemente, en 1979 se suprimió al crearse en su lugar la Secretaría de Estado para la Sanidad, pero se recuperó unos meses más tarde. En 1981 se le transfirieron todas las competencias económicas, presupuestarias, de inspección y control de gestión de todas las entidades gestoras y servicios comunes de la Seguridad Social mediante la incorporación a su estructura de la Intervención General de la Seguridad Social.
La fusión temporal de los ministerios de Trabajo y de Sanidad en 1981 dan lugar al Ministerio de Trabajo, Sanidad y Seguridad Social incorporando por primera vez las competencias sobre Seguridad Social a Trabajo y confirmándose esta intención a finales de este año cuando se separan de nuevo los ministerios adquiriendo el de Trabajo la denominación de Ministerio de Trabajo y Seguridad Social. Esto supuso, sin embargo, la supresión de la secretaría de estado que volvió a ser degradada a rango de subsecretaría primero como Subsecretaría para la Seguridad Social y luego como Secretaría General de la Seguridad Social.
El nuevo gobierno conservador de 1996 devolvió a la Seguridad Social el rango de secretaría de Estado, si bien quitando el protagonismo que tenía en la denominación del ministerio, que pasó a llamarse Ministerio de Trabajo y Asuntos Sociales. Fue en este momento cuando se adoptó la estructura actual con la creación de la Dirección General de Ordenación de la Seguridad Social (DGOSS). El Servicio Jurídico de la Administración de la Seguridad Social fue creado el 12 de mayo de 2000. La Gerencia de Informática de la Seguridad Social depende de la secretaría de Estado desde 2004.
En 2020 fue renombrada como Secretaría de Estado de Seguridad Social y Pensiones.

## Estructura

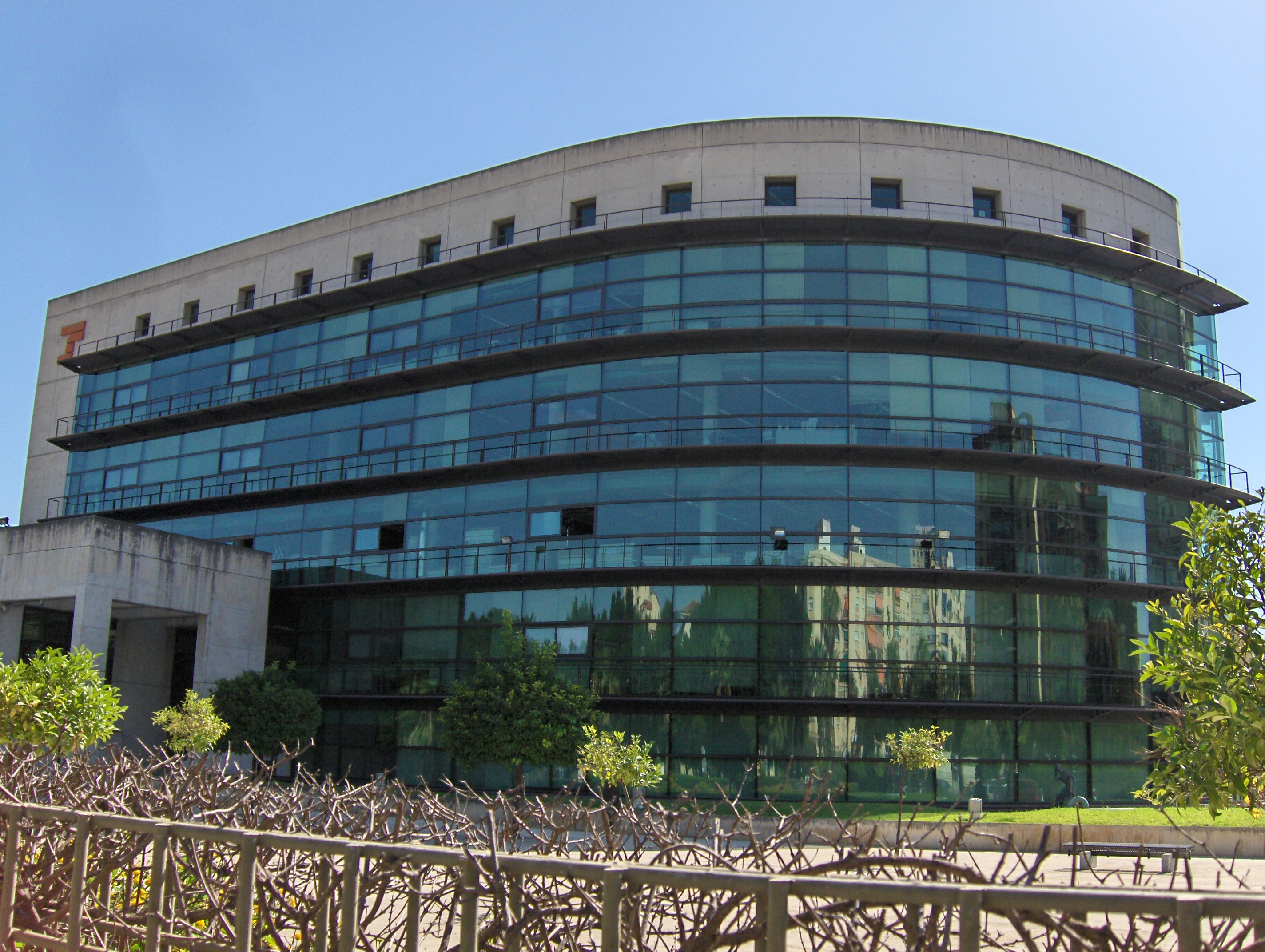
Sede de la Tesorería de la Seguridad Social en Málaga.

De la Secretaría de Estado dependen los siguientes órganos:
- La Dirección General de Ordenación de la Seguridad Social.
- La Intervención General de la Seguridad Social, con rango de Dirección General.

Como órgano de apoyo y asistencia inmediata al titular de la Secretaría de Estado existe un Gabinete, con nivel orgánico de Subdirección General.

### Adscripciones
- El Instituto Nacional de la Seguridad Social.
- El Instituto Social de la Marina.
- La Tesorería General de la Seguridad Social.
- La Gerencia de Informática de la Seguridad Social.
- El Servicio Jurídico de la Administración de la Seguridad Social.

## Presupuesto
La Secretaría de Estado de la Seguridad Social y Pensiones tiene un presupuesto asignado de 16 868 650 € para el año 2023. Cabe destacar, que la SESS supervisa la Seguridad Social, una administración autónoma con su propio presupuesto que para 2023 ascendía a más de 203 000 millones de euros. De acuerdo con los Presupuestos Generales del Estado para 2023, la SESSP participa en cuatro programas:
| Nº Programa                                                         | Programa                                                                     | Dotación     | Ref.   |
| ------------------------------------------------------------------- | ---------------------------------------------------------------------------- | ------------ | ------ |
| 212A                                                                | Pensiones no contributivas y prestaciones asistenciales                      | 4 100 000 €  | [ 12 ] |
| 219N                                                                | Gestión de pensiones de Clases Pasivas                                       | 4 967 040 €  | [ 13 ] |
| 231G                                                                | Atención a la infancia y a las familias                                      | 1 800 000 €  | [ 14 ] |
| 291M                                                                | Dirección y Servicios Generales de Inclusión, Seguridad Social y Migraciones | 6 001 610 €  | [ 15 ] |
| Total presupuesto de la Secretaría de Estado de la Seguridad Social | Total presupuesto de la Secretaría de Estado de la Seguridad Social          | 16 868 650 € |        |

## Titulares
- Luis Gamir Casares (1978-1979)
- José Barea Tejeiro (1980-1981)
- José Antonio Sánchez Velayos (1981)
- Luis García de Blas (1982-1986)
- Adolfo Jiménez Fernández (1986-1996)
- Juan Carlos Aparicio (1996-2000)
- Gerardo Camps Devesa (2000-2003)
- Fernando Castelló (2003-2004)
- Octavio Granado (2004-2011)
- Tomás Burgos (2011-2018)
- Octavio Granado (2018-2020)
- Israel Arroyo Martínez (2020-2022)[16]
- Francisco de Borja Suárez Corujo (2022-presente)[17]